# Nivelle River
Der Nivelle River ist ein Fluss im Süden des australischen Bundesstaates Queensland. 
Er entspringt westlich der Salvador Rosa Section des Carnarvon-Nationalparks und fließt 19 Kilometer nach Südwesten, wo er in den Nive River mündet.